# Ambrosiánská republika
Zlatá ambrosiánská republika (italsky Aurea Repubblica Ambrosiana, lombardsky Aurea Republega Ambrosiana) je plný název krátkodobé italské republiky na Apeninském poloostrově s Milánem jako hlavním městem. Státní útvar existoval pouze krátce v letech 1447–1450, k jeho vzniku došlo na základě vymření tamních milánských vévodů z dynastie Viscontiů. O pár let později se Milána zmocní žoldnéř Francesco Sforza a stane se novým vévodou.

## Historie
Republika byla s podporou lidu vyhlášena v italském Miláně členy univerzity v Pavii poté, co roku 1447 vládnoucí rod Viscontiů vymřel v mužské linii. Milán vyhlásil republiku pojmenované po svatém Ambroži navzdory faktu, že vévoda Karel Orleánský byl legitimním nástupcem na milánský trůn. Avšak vévoda orleánský své nároky nedokázal prosadit a ani Ambrosiánská republika neměla dlouhého trvání. Italský žoldnéř a dobrodruh Francesco Sforza, který se oženil s poslední nelegitimní dcerou z rodu Viscontiů, se roku 1450 zmocnil Milána a prohlásil se vévodou.